# 1995 في الفلبين
فيما يلي قوائم الأحداث التي وقعت خلال عام 1995 في الفلبين.

## سياسة

### تعيين في المنصب
- 30 يونيو – مارسيلو فرنان عضو مجلس الشيوخ الفلبيني ‏.
- 30 يونيو – إيميلدا ماركوس عضو مجلس النواب في الفلبين ‏.
- 30 يونيو – خوان بونس إنريل عضو مجلس الشيوخ الفلبيني ‏.
- 30 يونيو – غريغوريو هوناسان عضو مجلس الشيوخ الفلبيني ‏.
- 30 يونيو – فرانكلين دريلون عضو مجلس الشيوخ الفلبيني ‏.
- 30 يونيو – مارسيلو فرنان عضو مجلس الشيوخ الفلبيني ‏.
- 30 يونيو – ميريام ديفينسور سانتياغو عضو مجلس الشيوخ الفلبيني ‏.
- 29 أغسطس – نبتالي غونزاليس رئيس مجلس الشيوخ في الفلبين [الإنجليزية]‏.

### انتهاء فترة المنصب
- 30 يونيو – ارتورو تولنتينو عضو مجلس الشيوخ الفلبيني ‏.
- 28 أغسطس – إدغاردو عنجرة رئيس مجلس الشيوخ في الفلبين [الإنجليزية]‏.

## مواليد

### أبريل
- 24 أبريل – اماني اغينالدو لاعب كرة قدم فلبيني.

### يونيو
- 4 يونيو – جيروم بونس عارض فلبيني.

### أغسطس
- 23 أغسطس – إيليزا بينيدا

### أكتوبر
- 27 أكتوبر – مايكا ريفيرا ممثلة فلبينية.

### ديسمبر
- 26 ديسمبر – غازيني غانادوس

## وفيات

### يناير
- 5 يناير – بين ريتش (مواليد 1925)